# Шавлія прутяна
Шавлія прутяна (Salvia virgata) — вид квіткових рослин родини глухокропивових (Lamiaceae).

## Біоморфологічна характеристика
Це багаторічна рослина 30–100 см. Стебла прямовисні, чотиригранні, зазвичай розгалужені вгорі. Стебло в суцвітті густо залозисто запушене. Листки прості, довгасті, слабо розширюються до основи, розподілені по стеблу б.-м. рівномірно, від яйцювато-довгастих до широко-яйцюватих, 5–30 × 2–15 см, від городчастих чи пилчастих до майже суцільних. Суцвіття — широко розгалужена волоть із довгими ± тонкими вторинними гілками. Чашечка ± трубчасто-дзвінчаста, 6–10 мм, при плоді до 10–12 мм, з сильно відігнутою двозубчастою верхньою губою, густо запушена м'якими простими та залозистими волосками. Віночок від фіолетово-блакитного до бузкового, рідше білий, 12–15 мм; трубка 7–9 мм. Горішки округло-трикутні, яйцюваті, 2.5 × 2 мм. 2n = 16.

## Поширення
Росте у Євразії від Італії до Казахстану й пн. Пакистану (Колишня Югославія, Албанія, Болгарія, Греція, Італія, Південний Кавказ, Іран, пн. Ірак, Сирія, Туреччина, Казахстан, Таджикистан, Киргизстан, Туркменістан, Узбекистан, пн. Пакистан).
В Україні вид зростає на сухих кам'янистих схилах, лісових галявинах, у розріджених лісах, зрідка біля доріг — у гірському Криму та на Тарханкутському півострові, досить звичайно, але передусім на ПБК.